# Zuchon
Zuchón o Shichón es el nombre con el que se conoce una raza canina híbrida resultante del cruce entre un ejemplar de Bichón Frisé y uno de Shih Tzu.
El Zuchón es un perro pequeño con una altura de 30 cm a la cruz con un peso de 5 a 7 kg. El nombre es un portmanteau que combina el nombre de ambas razas originarias y no está aceptada como raza pura por ningún club canino oficial.

Se trata de una raza que no pierde pelo, aunque requiere mantenimiento con un peinado regular. Esta cualidad permite tener un perro a personas con alergias, se trata de una raza hipoalergénica.
Al ser un híbrido de dos razas puras, la primera generación suele tener un mayor vigor y mejor salud que una raza pura.
Para más referencias gráficas sobre esta raza puede remitirse al cachorro "Hueso León".

## Descripción
Mide de 22 a 30 cm a la cruz y pesa entre 4 y 10 kg. Se le conoce por su cara entrañable, sus ojos grandes y expresivos y su manto suave.
Tiene un temperamento vivo, juguetón y con una gran personalidad Pueden ser algo cabezotas, aunque con entrenamiento se convierten en un buen perro de compañía
. Necesitan compañía permanente y son buenos como perros de terapia. Tienen cierta tendencia a ladrar, aunque se puede corregir con entrenamiento, siendo fáciles de adiestrar.